# Квіткоїд чорноспинний
Квіткоїд чорноспинний (Dicaeum maugei) — вид горобцеподібних птахів родини квіткоїдових (Dicaeidae). 
Вид широко поширений на Малих Зондських островах та у Східному Тиморі. 
Його природними місцями проживання є субтропічні або тропічні вологі низовинні ліси і субтропічні або тропічні вологі гірські ліси.